# Amácio Mazzaropi
Amácio Mazzaropi (São Paulo, 9 de abril de 1912 — São Paulo, 13 de junho de 1981) foi um ator, humorista, cantor, produtor independente, roteirista e cineasta brasileiro. Considerado um dos maiores fenômenos de popularidade e bilheteria do cinema nacional, Mazzaropi imortalizou-se através de seu icônico personagem, o "jeca" ou o "caipira", uma figura que, embora inspirada no personagem de Monteiro Lobato, ganhou contornos próprios, complexos e profundamente conectados com a identidade e o imaginário de uma parcela significativa do povo brasileiro. Ao longo de quase três décadas de dedicação ao cinema, entre 1952 e 1980, idealizou, produziu, escreveu, dirigiu e estrelou trinta e duas produções cinematográficas, exercendo um controle autoral e empresarial notável sobre suas obras através de sua própria produtora, a PAM Filmes (Produções Amácio Mazzaropi), fundada em 1958.
Sua obra, inicialmente subestimada ou mesmo desprezada por setores da crítica cinematográfica hegemônica, especialmente durante o período de efervescência do Cinema Novo, que buscava uma linguagem e temáticas distintas, foi progressivamente reavaliada. Atualmente, é reconhecida por sua inegável importância sociológica, cultural e, sobretudo, por sua singular capacidade de estabelecer uma comunicação direta e afetiva com o grande público, constituindo um dos raros exemplos de sucesso comercial contínuo e autossustentável na complexa história do cinema brasileiro.
A fundação da PAM Filmes em sua fazenda no município de Taubaté foi um divisor de águas, permitindo-lhe não apenas a liberdade criativa, mas também o controle sobre a produção e, fundamentalmente, sobre a distribuição de seus filmes, um feito notável e incomum no cenário cinematográfico nacional. Após sua morte, este local, impregnado de sua história e energia criativa, foi transformado no Museu Mazzaropi. A instituição tornou-se um vital centro de preservação e divulgação de seu vasto legado, atraindo anualmente milhares de visitantes, fãs e pesquisadores dedicados a compreender a profundidade e o alcance do fenômeno Mazzaropi.

## Biografia

### Contexto Formativo: Infância e primeiros contatos com a arte
Amácio Mazzaropi nasceu na Rua Vitorino Carmilo, nº 61, no bairro de Santa Cecília, na cidade de São Paulo, em 9 de abril de 1912, em um lar que mesclava as recentes ondas imigratórias que moldavam a metrópole paulistana. Seu pai, Bernardo Mazzaropi, era um imigrante italiano que trabalhava como mecânico de bondes, enquanto sua mãe, Clara Ferreira, era uma brasileira nascida em Taubaté, no interior de São Paulo, filha de imigrantes portugueses oriundos da Ilha da Madeira. Essa dupla ascendência europeia, comum na São Paulo da época, proporcionou a Mazzaropi um ambiente familiar culturalmente rico e diversificado.
Aos dois anos de idade, em 1914, a família transferiu-se para Taubaté, cidade natal de sua mãe e epicentro do universo cultural que definiria sua trajetória artística. Foi no Vale do Paraíba que o pequeno Amácio teve seus contatos mais profundos e formativos com a cultura caipira. Ele passava longas temporadas no município vizinho de Tremembé, na casa de seu avô materno, João José Ferreira. Este avô era uma figura central em sua infância: exímio tocador de viola, dançarino de cana-verde (dança folclórica de origem portuguesa, adaptada ao contexto rural brasileiro) e animador das festas populares da região. Ao levar os netos para essas celebrações, João José Ferreira imergiu Amácio nas tradições orais, musicais e comportamentais do homem do campo: os "causos", as modas de viola, as danças, as crendices, o sotaque e a visão de mundo particular do caipira. Essa imersão precoce e afetiva foi a base sobre a qual Mazzaropi construiria, anos mais tarde, seu alter ego cinematográfico.

#### Educação Formal e o Despertar Artístico
Em 1919, a família Mazzaropi retornou à capital. Amácio foi matriculado no Grupo Escolar do Brás e, posteriormente, no Colégio Amadeu Amaral, no bairro do Belém. Embora não fosse um aluno desinteressado, seu brilho se manifestava de forma mais intensa nas atividades extracurriculares. Demonstrava uma notável facilidade para decorar poemas e declamá-los com grande expressividade e carisma, tornando-se, desde cedo, o centro das atenções em festas e eventos escolares. Era o prenúncio de sua vocação para os palcos.
Com o falecimento de seu avô paterno em 1922, a família Mazzaropi estabeleceu-se novamente em Taubaté, onde seus pais abriram um pequeno bar. Amácio continuou a desenvolver seus talentos interpretativos nas atividades escolares, mas seu olhar e sua imaginação eram cada vez mais capturados pelo universo itinerante e mágico do circo, cujas lonas coloridas frequentemente se erguiam nas cidades do interior.

## Carreira

### O Chamado do Circo: primeiras experiências e dificuldades
A fascinação pelo circo evoluiu para um desejo ardente de pertencer àquele mundo. Preocupados com o futuro incerto que a vida circense poderia oferecer, seus pais o enviaram, por volta de 1923, para Curitiba, Paraná, aos cuidados de seu tio paterno, Domenico Mazzaroppi. A intenção era afastá-lo do meio artístico e encaminhá-lo para o comércio da família, onde Amácio chegou a trabalhar por um período na loja de tecidos do tio.
A distância, no entanto, não arrefeceu sua paixão. Aos quatorze anos, em 1926, Mazzaropi retornou a São Paulo, determinado a seguir seu sonho. Após muita persistência, conseguiu sua primeira oportunidade profissional no "Circo La Paz". Sua função inicial era modesta: entreter o público nos intervalos do número do faquir, contando anedotas e "causos". Era uma pequena participação, mas significava o ingresso no universo que tanto almejava.
A vida no circo, porém, era marcada pela instabilidade financeira e por condições de trabalho extenuantes. Em 1929, sem conseguir se sustentar, Mazzaropi viu-se forçado a retornar a Taubaté. Para contribuir com a renda familiar, empregou-se como tecelão. No entanto, o chamado dos palcos era irresistível, e ele logo encontrou maneiras de continuar atuando, participando de espetáculos amadores em uma escola de seu bairro. Esta fase inicial de sua vida foi marcada por uma luta constante entre a necessidade material e a pulsão artística, forjando a resiliência que o caracterizaria ao longo de sua carreira.

### A Construção do artista: Teatro, Rádio e Televisão

#### A "Troupe Mazzaropi" e o Teatro Mambembe
A Revolução Constitucionalista de 1932 e a subsequente efervescência cultural em São Paulo criaram um ambiente propício para novas iniciativas artísticas. Nesse contexto, Mazzaropi estreou com maior destaque na peça "A Herança do Padre João". Impulsionado pela boa recepção e por sua paixão, conseguiu convencer seus pais, Bernardo e Clara, a não apenas apoiarem, mas também a se juntarem a ele no palco. Assim, por volta de 1935, nasceu a "Troupe Mazzaropi", uma companhia de teatro mambembe que se tornaria seu principal veículo de expressão por quase uma década.
De 1935 a 1945, a "Troupe Mazzaropi" excursionou incansavelmente por inúmeros municípios do interior de São Paulo, e também por cidades de Minas Gerais e Paraná. Levavam um repertório popular, composto por comédias, dramas e números musicais, muitas vezes escritos ou adaptados pelo próprio Amácio. A vida era itinerante e financeiramente instável, com a companhia enfrentando as dificuldades típicas do teatro mambembe: infraestrutura precária, longas viagens e bilheterias incertas. Os recursos arrecadados eram reinvestidos na própria trupe, que lutava para se manter e aprimorar seus espetáculos.

#### Consolidação nos Palcos Paulistanos
Apesar dos desafios, a "Troupe Mazzaropi" começou a ganhar reconhecimento. Uma pequena herança recebida após o falecimento de sua avó materna, Maria Pita Ferreira, permitiu a Mazzaropi adquirir um telhado de zinco para seu pavilhão teatral. Essa melhoria possibilitou que a companhia estreasse na capital, São Paulo, onde suas apresentações foram recebidas com elogios pela imprensa local, conferindo-lhe maior visibilidade e prestígio.
Após a temporada na capital, seguiram em turnê pelo Vale do Paraíba. Contudo, a saúde de seu pai, Bernardo, deteriorou-se, agravando as dificuldades financeiras da companhia. O falecimento de Bernardo Mazzaropi, em 8 de novembro de 1944, representou um duro golpe pessoal e profissional para Amácio.
Apesar do luto, a carreira artística prosseguiu. Dias após a perda do pai, Mazzaropi estreou no Teatro Oberdan, em São Paulo, como ator e diretor da peça "Filho de Sapateiro, Sapateiro Deve Ser", ao lado de Nino Nello. O espetáculo foi um sucesso de público, firmando seu nome no cenário teatral paulistano.

#### A Era de Ouro do Rádio: "Rancho Alegre"
Em 1946, o talento cômico e a popularidade de Mazzaropi no teatro chamaram a atenção de Dermival Costa Lima, da Rádio Tupi. Foi convidado a estrelar o programa dominical Rancho Alegre, que rapidamente se tornou um fenômeno de audiência. Transmitido ao vivo do auditório da emissora no bairro do Sumaré e dirigido por Cassiano Gabus Mendes – figura que desempenharia papel crucial no desenvolvimento da televisão brasileira –, o programa levava o humor caipira, os "causos" e a música sertaneja para um público vasto e diversificado. "Rancho Alegre" foi fundamental para consolidar a imagem de Mazzaropi como o "Jeca" no imaginário popular, mesmo antes de sua estreia no cinema.

#### Pioneirismo na Televisão Tupi
Com a inauguração da TV Tupi em setembro de 1950 – a primeira emissora de televisão da América Latina –, "Rancho Alegre" foi um dos programas pioneiros a migrar do rádio para a nova mídia. A versão televisiva, também sob a direção de Cassiano Gabus Mendes, manteve o formato de sucesso, agora com o acréscimo da imagem. No programa, Mazzaropi contracenava com atores que se tornariam seus colaboradores frequentes, como João Restiffe e, de forma marcante, Geny Prado. Geny viria a ser sua parceira mais constante no cinema, interpretando a esposa, mãe ou figura feminina central ao lado de seu personagem Jeca em inúmeros filmes. A experiência na televisão foi crucial para Mazzaropi, permitindo-lhe adaptar sua performance para as câmeras, refinar seu timing cômico visual e alcançar uma audiência nacional, pavimentando o caminho para sua bem-sucedida transição para o cinema. Além de sua atuação cômica, Mazzaropi também demonstrava seu apreço pela música, frequentemente cantando valsas, canções da MPB e serestas em reuniões com amigos, revelando uma sensibilidade artística que ia além do humor.

### Mazzaropi no Cinema: O Nascimento de um Fenômeno Popular

#### A Experiência na Vera Cruz
O retumbante sucesso de Mazzaropi no rádio e na televisão não passou despercebido pela emergente indústria cinematográfica brasileira. Em 1952, foi convidado por Abílio Pereira de Almeida e Franco Zampari, figuras centrais da prestigiosa Companhia Cinematográfica Vera Cruz, para estrelar seu primeiro longa-metragem, Sai da Frente. Neste filme, Mazzaropi deu vida a Isidoro Colepicola, um motorista de caminhão atrapalhado e falante, personagem que, embora ainda urbano, já exibia traços do humor físico e da verborragia ingênua que se tornariam suas marcas. O filme foi um sucesso de público, e a Vera Cruz produziu mais duas obras com o comediante: Nadando em Dinheiro (1952), onde Isidoro retorna, e Candinho (1953). Neste último, interpretou o personagem-título, um caipira ingênuo que enfrenta os desafios da cidade grande, delineando de forma mais clara o protótipo de seu futuro e consagrado Jeca.
A Vera Cruz, apesar de seu papel modernizador no cinema brasileiro, enfrentou graves dificuldades financeiras em meados da década de 1950, levando à sua paralisação. Livre do contrato com a companhia, Mazzaropi atuou em mais cinco filmes entre 1955 e 1958, produzidos por diversos estúdios, como a Multifilmes e a Cinedistri. Títulos como A Carrocinha (1955), Fuzileiro do Amor (1956), O Gato de Madame (1956), O Noivo da Girafa (1957) e Chico Fumaça (1958) mantiveram sua popularidade em alta e refinaram seu tipo cômico, mas o artista ansiava por maior autonomia criativa e controle sobre seus projetos.

#### PAM Filmes: O Empreendedor do Cinema Nacional

##### Fundação e Modelo de Negócios Autossustentável
Em 1958, Amácio Mazzaropi tomou a decisão mais audaciosa e transformadora de sua carreira: vendeu sua residência e, com o capital levantado, fundou sua própria empresa cinematográfica, a PAM Filmes (Produções Amácio Mazzaropi). Esta iniciativa não apenas marcou um ponto de inflexão em sua trajetória, mas também se configurou como um caso exemplar de empreendedorismo no cinema popular brasileiro. Ao se tornar produtor, Mazzaropi conquistou um nível de controle sobre suas obras que era raro no país, abrangendo desde a concepção dos roteiros (frequentemente escritos ou adaptados por ele), a direção (que assumiria em muitas de suas produções futuras), a produção em si e, de maneira crucial, a estratégia de distribuição. Este modelo de verticalização, onde ele dominava quase todas as etapas do processo cinematográfico, foi essencial para sua longevidade e sucesso financeiro.

##### Estratégias de Produção e Distribuição Inovadoras
Mazzaropi revelou-se um empresário astuto, com uma profunda compreensão dos anseios de seu público. Seus filmes eram produzidos com orçamentos controlados, o que, aliado ao imenso apelo popular, garantia a rentabilidade de seus empreendimentos. Sua maior inovação, contudo, residiu na criação de um sistema próprio e altamente eficaz de distribuição. Descontente com as condições e o alcance oferecidos pelos grandes distribuidores da capital, Mazzaropi optou por negociar diretamente com os exibidores do interior do Brasil. Ele percorria pessoalmente o país, de carro ou avião, para promover seus filmes, participar de pré-estreias e estabelecer relações de confiança com os donos de cinema das pequenas e médias cidades, onde residia o núcleo mais fiel de sua audiência. Esta abordagem personalista e "artesanal" da distribuição, contornando os oligopólios da época, foi um dos pilares de seu sucesso contínuo e de sua independência financeira.
O primeiro filme realizado sob o selo da PAM Filmes foi Chofer de Praça (1958), que já trazia a marca de seu humor e de sua conexão com o universo popular. A partir deste ponto, a PAM Filmes se tornaria a produtora exclusiva de todos os seus subsequentes sucessos, solidificando seu império cinematográfico.
Paralelamente ao cinema, em 1959, foi convidado por José Bonifácio de Oliveira Sobrinho (Boni), então uma figura proeminente na TV Excelsior de São Paulo, para comandar um programa de variedades que resgatava o espírito do "Rancho Alegre". O programa televisivo foi um grande sucesso e permaneceu no ar até 1962. Foi nesse mesmo ano que Mazzaropi iniciou a produção de Jeca Tatu, lançado em 1959, filme que cristalizaria de vez sua persona cinematográfica e se tornaria um marco em sua carreira e no cinema popular brasileiro.

##### Os Estúdios em Taubaté: Um Sonho Concretizado
Em 1961, Mazzaropi realizou outro de seus grandes sonhos: adquiriu uma extensa fazenda em Taubaté, sua cidade de referência afetiva. Ali, deu início à construção de seus próprios estúdios de gravação cinematográfica, um projeto ambicioso e pioneiro. O complexo da PAM Filmes em Taubaté tornou-se uma verdadeira "cidade do cinema" no interior paulista, equipada com oficinas de cenografia, marcenaria, figurino, adereços e até mesmo um hotel para acomodar atores, técnicos e equipe durante os longos períodos de filmagem. Esta infraestrutura completa proporcionou a Mazzaropi uma autonomia de produção sem precedentes, permitindo-lhe manter um ritmo constante de lançamentos (quase um filme por ano) e um controle rigoroso sobre os custos e a estética de suas obras.
O primeiro filme produzido em seus novos estúdios e também seu primeiro filme em cores foi Tristeza do Jeca (1961). A obra, além de um sucesso de bilheteria, foi também um marco por ser o primeiro filme brasileiro a ser exibido na televisão (pela TV Excelsior) após sua carreira nos cinemas. "Tristeza do Jeca" rendeu o Prêmio Governador do Estado de São Paulo de melhor ator para Mazzaropi e o prêmio de melhor canção pela música-tema homônima, composta por Angelino de Oliveira e imortalizada na voz do próprio Mazzaropi.
Nos anos seguintes, Mazzaropi continuou a colecionar sucessos. Em 1966, O Corintiano explorou a paixão nacional pelo futebol e quebrou recordes de bilheteria. Sua influência e reconhecimento eram tais que, em 1972, foi recebido em audiência pelo então presidente da República, o general Emílio Garrastazu Médici, a quem solicitou maior apoio e incentivos para o cinema nacional – um gesto que evidenciava sua preocupação com o setor como um todo. Em 1973, em uma homenagem às suas raízes lusitanas, produziu Portugal, minha saudade, com cenas filmadas no Brasil e em Portugal.
No ano seguinte, Mazzaropi deu mais um passo na expansão de sua "fábrica de sonhos" em Taubaté, ampliando as instalações e modernizando seus estúdios. Dali em diante, produziu e distribuiu mais cinco filmes até 1979, mantendo sua impressionante cadência produtiva e seu pacto de sucesso com o público brasileiro.

#### O Personagem Jeca: Arquétipo, Evolução e Análise

##### Raízes do Jeca: De Monteiro Lobato à Criação Mazzaropiana
Embora o nome "Jeca Tatu" remeta diretamente ao personagem criado por Monteiro Lobato em "Urupês" (1918), o Jeca de Mazzaropi é uma entidade distinta e autônoma. O Jeca lobatiano era uma figura crítica, representando o caipira brasileiro como um ser indolente, apático, doente (vítima do amarelão e de outras endemias rurais) e resistente ao progresso – uma ferramenta literária para Lobato denunciar os problemas de saúde pública e o abandono do homem do campo.
Mazzaropi apropriou-se do nome e de certos traços externos (como o linguajar e a aparente simplicidade), mas subverteu e humanizou profundamente o personagem. O Jeca mazzaropiano, embora pudesse exibir uma preguiça cômica ou uma desconfiança inicial em relação à "gente da cidade", era fundamentalmente um ser de grande coração, dotado de uma astúcia caipira peculiar, um forte senso de justiça, um profundo apego à família, à terra e às tradições. Diferentemente do Jeca de Lobato, que era visto como um problema a ser "curado" ou "civilizado", o Jeca de Mazzaropi era o protagonista de suas próprias narrativas, frequentemente triunfando sobre as adversidades e os antagonistas (geralmente citadinos espertalhões ou coronéis corruptos) através de sua inteligência prática e de sua integridade moral. Ele era, em essência, um herói popular com o qual o público se identificava profundamente.

##### Características e Simbolismo do Jeca
O Jeca de Mazzaropi transcendeu o estereótipo para se tornar um arquétipo do homem rural brasileiro em um período de intensas transformações sociais, marcado pelo êxodo rural, pela expansão urbana e pela modernização acelerada do país. Seus filmes consistentemente exploravam o choque cultural entre o campo (visto como um repositório de valores tradicionais e autenticidade) e a cidade (frequentemente retratada como um lugar de perdição, artificialidade e corrupção).
Visualmente, o Jeca era inconfundível: o andar desajeitado e saltitante, o chapéu de palha puído, a camisa xadrez, a calça remendada amarrada com um barbante e, por vezes, os pés descalços. Seu linguajar característico, repleto de "erros" gramaticais (do ponto de vista da norma culta urbana) e de expressões típicas do dialeto caipira, era uma fonte constante de humor, mas também um elemento de afirmação identitária. O Jeca de Mazzaropi era, simultaneamente, uma figura cômica e patética, capaz de provocar o riso e a lágrima na mesma medida. Ele era o "outsider", o "estrangeiro em sua própria terra", mas que, com sua resiliência e sabedoria popular, conseguia navegar e, muitas vezes, subverter as estruturas de poder que o oprimiam.

##### Temas Recorrentes e a Crítica Social Sutil nos Filmes de Mazzaropi
Embora predominantemente cômicos e melodramáticos, os filmes de Mazzaropi veiculavam, de forma mais ou menos explícita, uma série de temas sociais relevantes para o Brasil de sua época:
- O Conflito Rural versus Urbano: A tensão entre os valores da vida no campo (honestidade, simplicidade, solidariedade) e os da cidade (ganância, individualismo, artificialidade) era um fio condutor constante.
- A Questão Agrária e a Luta pela Terra: Muitos de seus filmes abordavam a luta dos pequenos proprietários rurais contra a ameaça de despejo, a especulação imobiliária e a exploração por grileiros, "coronéis" e grandes empresas.
- Crítica Política e à Corrupção: Figuras como políticos demagogos, delegados autoritários e corruptos, advogados espertalhões e "doutores" aproveitadores eram alvos frequentes de sua sátira, refletindo um ceticismo popular em relação às instituições.
- Religiosidade Popular e Sincretismo: A fé simples e sincera do caipira, as promessas aos santos, os "milagres", o espiritismo e as práticas de cura populares eram elementos recorrentes, por vezes tratados com humor, por vezes com respeito à devoção popular.
- Preconceito e Exclusão Social: O preconceito contra o caipira, visto como ignorante ou atrasado pela elite urbana, era um tema subjacente importante, que Mazzaropi combatia ao dotar seu Jeca de uma sabedoria e dignidade intrínsecas.
- Valorização da Família e dos Laços Comunitários: Em um mundo em rápida transformação, a família e a comunidade rural eram apresentadas como portos seguros, espaços de afeto, solidariedade e preservação dos valores tradicionais.
- Identidade Nacional: De forma mais ampla, seus filmes contribuíram para a construção e o debate sobre a identidade nacional brasileira, valorizando a figura do caipira como um componente essencial dessa identidade, em contraponto a uma visão muitas vezes elitista e eurocêntrica.

Essa crítica social, no entanto, era quase sempre apresentada de forma indireta, diluída no humor e nas tramas rocambolescas, o que garantia a ampla aceitação por parte do público e, possivelmente, evitava maiores conflitos com a censura, especialmente durante o regime militar.

##### A Linguagem Cinematográfica Mazzaropiana: Humor e Comunicação Direta

Mazzaropi em cena do filme O Grande Xerife (1972), demonstrando sua versatilidade ao incorporar elementos do western cômico em seu universo caipira.

A linguagem cinematográfica de Mazzaropi era deliberadamente simples, direta e funcional, com o objetivo primordial de estabelecer uma comunicação eficaz e imediata com seu vasto público. Ele não se filiava a correntes estéticas vanguardistas nem buscava experimentalismos formais; seu foco residia na clareza narrativa, no desenvolvimento de personagens com os quais a audiência pudesse se identificar ou antipatizar claramente, e na construção de situações cômicas eficientes.
Seu humor era multifacetado, combinando:
- Gags Visuais (Slapstick): Quedas, tropeções, perseguições cômicas e outras formas de humor físico eram frequentes, remetendo à tradição do circo e do cinema mudo.
- Humor Verbal: O sotaque carregado e o vocabulário caipira, os "erros" de português propositais (que geravam identificação e comicidade), os trocadilhos, os ditos populares, as respostas rápidas e as tiradas espirituosas do Jeca eram elementos centrais.
- Tipos Cômicos e Caricaturas: Além do Jeca, seus filmes eram povoados por um elenco de personagens secundários arquetípicos e muitas vezes caricatos: a esposa rabugenta e de bom coração (frequentemente interpretada por Geny Prado), o "coronel" autoritário e ganancioso, o italiano expansivo e falastrão, o galã da cidade, etc.
- Situações do Cotidiano e Identificação: Muitas das piadas e conflitos surgiam de situações familiares ao público, como dificuldades financeiras, problemas conjugais, intrigas de vizinhança, a burocracia estatal, gerando forte identificação.
- "Humor de Almanaque": Um humor por vezes ingênuo, baseado em quiproquós e mal-entendidos, mas que ressoava profundamente com a sensibilidade popular.

Essa combinação de elementos, somada ao carisma e ao talento interpretativo inegáveis de Mazzaropi, criava uma cumplicidade única com os espectadores, que se viam representados na tela, reconheciam tipos humanos de seu cotidiano ou simplesmente se divertiam com as peripécias do Jeca.

##### Música nos Filmes: A Trilha Sonora da Alma Caipira
A música desempenhava um papel orgânico e fundamental nos filmes de Amácio Mazzaropi. As trilhas sonoras eram ricas em canções folclóricas, modas de viola, cururus, cateretês, sambas rurais e clássicos da música sertaneja de raiz. O próprio Mazzaropi, com sua voz anasalada e seu estilo de interpretação emotivo e sincero, frequentemente cantava em seus filmes, transformando muitas dessas canções em grandes sucessos populares, como a icônica "Tristeza do Jeca". A música não era um mero adereço; ela ajudava a construir a atmosfera caipira, a aprofundar o desenvolvimento dos personagens, a intensificar os momentos cômicos ou dramáticos e a reforçar os laços afetivos com a audiência. A inclusão de artistas e duplas sertanejas consagradas da época, como Tonico e Tinoco, Cascatinha e Inhana, Irmãos Bertussi, entre outros, que frequentemente apareciam em cena, fortalecia ainda mais essa conexão cultural e o apelo popular de suas produções cinematográficas.

#### Recepção Crítica e Popularidade: Um Paradoxo Analisado
Ao longo de sua carreira, Amácio Mazzaropi vivenciou um paradoxo notável: enquanto seus filmes eram consistentemente campeões de bilheteria, arrastando multidões aos cinemas, especialmente no interior do Brasil, a recepção por parte da crítica cinematográfica "erudita" ou "intelectualizada" foi, por muitos anos, majoritariamente negativa ou condescendente. Seus filmes eram frequentemente rotulados pejorativamente como "simplórios", "alienados", "populistas", "comercialmente orientados" ou desprovidos de ambição artística, especialmente em comparação com as propostas estéticas e políticas do Cinema Novo nos anos 1960 e do cinema de autor em geral. Os defensores de um cinema mais "sério" e engajado viam em Mazzaropi um representante de um cinema popular supostamente ultrapassado e descompromissado com as questões sociais mais prementes.
Essa desconexão entre o sucesso popular avassalador e o ceticismo crítico evidenciava as tensões existentes no campo cultural brasileiro e as diferentes concepções sobre o papel e a função do cinema. Mazzaropi, contudo, parecia pouco se importar com as críticas negativas, mantendo-se fiel à sua fórmula e ao seu público, que o compreendia e o idolatrava. Ele estabeleceu uma comunicação direta, visceral e afetiva com milhões de brasileiros, que se viam representados em seus personagens, suas histórias e seu universo cultural.
Com o distanciamento histórico e a emergência de novas abordagens nos estudos culturais e cinematográficos, a obra de Mazzaropi passou por um significativo processo de reavaliação a partir do final do século XX e início do XXI. Pesquisadores, críticos e historiadores do cinema começaram a analisar seu trabalho sob novas perspectivas, reconhecendo sua importância como um fenômeno cultural e sociológico singular. Seu cinema, embora não alinhado com as vanguardas estéticas de seu tempo, passou a ser valorizado por sua inegável força comunicativa, seu profundo entendimento do imaginário popular, sua habilidade em construir um sistema de produção e distribuição autônomo e bem-sucedido, e sua capacidade de refletir, à sua maneira, as contradições e os anseios da sociedade brasileira. Hoje, Amácio Mazzaropi é amplamente reconhecido não apenas como um comediante talentoso, mas como um cronista de seu tempo, um empreendedor visionário e um dos pilares fundamentais do cinema popular e da identidade cultural no Brasil.

#### Colaboradores Notáveis: A Família Cinematográfica de Mazzaropi
O sucesso de Amácio Mazzaropi no cinema não foi uma obra solitária. Ele soube se cercar de uma equipe talentosa e fiel de atores, técnicos e músicos que contribuíram significativamente para a riqueza e a continuidade de suas produções. Muitos desses colaboradores se tornaram figuras recorrentes em seus filmes, formando uma espécie de "família cinematográfica".
Entre os atores, destaca-se de forma proeminente Geny Prado. Sua parceria com Mazzaropi foi uma das mais longevas e queridas pelo público, interpretando frequentemente a esposa, a mãe ou a figura feminina central ao lado do Jeca, criando uma dinâmica cômica e afetiva memorável. Outro parceiro constante foi Roberto Duval, que muitas vezes encarnava antagonistas, como o "coronel" autoritário, ou figuras de poder que se opunham ao protagonista. Augusto César Vanucci, antes de se consagrar como diretor de televisão, atuou em alguns dos primeiros filmes de Mazzaropi. O galã Tarcísio Meira também teve uma participação notável em O Lamparina (1964), no início de sua carreira cinematográfica.
Outros nomes importantes que integraram o elenco de seus filmes incluem Astrogildo Filho, Genésio Arruda (especialista em papéis coadjuvantes cômicos), Giácomo Pinotti, Nicole Puzzi, Rosa Maria Murtinho, David Cardoso (em seus primeiros trabalhos), Elizabeth Hartmann, e Moacyr Deriquém.
No campo musical, Mazzaropi não apenas interpretava canções, mas também integrava ativamente músicos e cantores populares em suas tramas. Elpídio dos Santos foi um de seus compositores mais frequentes, criando temas memoráveis para seus filmes. Artistas como Inezita Barroso, a dupla Cascatinha e Inhana, os Irmãos Bertussi, e Gilda Valença, entre outros, participaram de seus filmes, cantando e atuando, o que reforçava a conexão com a cultura popular e musical brasileira.
Na equipe técnica, nomes como Pio Zamuner, como diretor de fotografia e, posteriormente, codiretor em vários filmes, e Glauco Mirko Laurelli, como diretor em algumas produções importantes, foram colaboradores chave. A capacidade de Mazzaropi de manter uma equipe coesa e familiarizada com seu estilo de trabalho foi um dos fatores que permitiu a notável regularidade e eficiência de suas produções na PAM Filmes.

### Últimos anos e projeto interrompido
Mazzaropi manteve uma intensa atividade produtiva até o final de sua vida. Em 1980, lançou O Jeca e a Égua Milagrosa, que seria seu último filme concluído. Ele já estava imerso nos preparativos para sua 33ª produção cinematográfica, intitulada Maria Tomba Homem. O roteiro estava finalizado e a produção havia sido iniciada quando sua saúde começou a apresentar um declínio acentuado e irreversível.

## Vida pessoal

### Relacionamentos e privacidade
Amácio Mazzaropi foi uma figura pública extremamente popular, mas, paradoxalmente, manteve sua vida íntima sob estrita reserva. Jamais se casou oficialmente e não teve filhos biológicos, o que, para os padrões da época, alimentava especulações e curiosidade. Era conhecido por ser um homem intensamente dedicado ao trabalho, e amigos próximos o descreviam como uma pessoa por vezes "solitária", embora profundamente leal a um círculo restrito de amigos e aos seus "filhos de criação".
A discrição sobre sua vida afetiva e sexual deu margem a muitos rumores ao longo dos anos, especialmente sobre sua possível homossexualidade. No contexto social e moral do Brasil de meados do século XX, a homossexualidade era um profundo tabu, e qualquer exposição pública nesse sentido poderia ter consequências devastadoras para a carreira de uma figura tão popular como Mazzaropi, cujo personagem Jeca e cujos filmes dialogavam com um público predominantemente familiar e conservador. A preocupação em proteger sua imagem pública e a viabilidade comercial de seus filmes certamente contribuiu para sua postura reservada. O ator David Cardoso, em entrevistas posteriores, relatou ter sido alvo de investidas de natureza íntima por parte de Mazzaropi.
Por outro lado, fontes próximas e biógrafos também mencionam a profunda amizade e o carinho que Mazzaropi nutria pela apresentadora Hebe Camargo. Especula-se que ele teria alimentado um amor platônico por ela durante muitos anos. Hebe, por sua vez, sempre expressou grande admiração e afeto por Mazzaropi, sendo uma de suas confidentes. Independentemente das especulações, Mazzaropi escolheu viver sua intimidade de forma reclusa, e sua vida pessoal permanece um tema a ser tratado com respeito à sua memória e à complexidade de sua figura pública e privada.

#### Filhos de criação
Embora não tenha tido filhos biológicos, Amácio Mazzaropi desempenhou um papel paternal fundamental na vida de cinco rapazes, a quem considerava seus filhos de criação e afilhados: João Batista de Souza, Péricles Almeida, Carlos Garcia, Pedro Francelino de Souza e André Luiz de Toledo. Estes jovens não apenas compartilharam da convivência próxima com o artista, mas também se envolveram ativamente em sua vida profissional, atuando em alguns de seus filmes e colaborando na administração da fazenda e dos estúdios da PAM Filmes. Dentre eles, André Luiz de Toledo, que adotou o nome artístico "André Luiz Mazzaropi", tornou-se uma figura central na preservação do legado de seu pai de criação após seu falecimento. Seu empenho foi crucial para a fundação e manutenção do Museu Mazzaropi, garantindo que a obra e a memória do cineasta permanecessem vivas e acessíveis ao público.

## Morte

### Falecimento e repercussão
Amácio Mazzaropi foi diagnosticado com câncer na medula óssea (mieloma múltiplo), doença contra a qual lutou por alguns anos. Apesar dos tratamentos, a enfermidade progrediu. Após um período de internação de 26 dias no prestigioso Hospital Israelita Albert Einstein, em São Paulo, Mazzaropi faleceu em 13 de junho de 1981, aos 69 anos de idade. Sua morte gerou uma onda de comoção nacional, refletindo o imenso carinho e a admiração que o público brasileiro nutria por ele. Artistas, intelectuais, políticos e, principalmente, seus milhões de fãs lamentaram a perda de um dos maiores ícones da cultura popular do país. Mazzaropi foi sepultado no Cemitério Municipal de Pindamonhangaba, no mesmo jazigo onde seu pai, Bernardo, havia sido enterrado anos antes, conforme seu desejo. O filme Maria Tomba Homem permaneceu inacabado, um melancólico testamento da dedicação de um artista que trabalhou incansavelmente até seus últimos momentos.

## Filmografia
A trajetória cinematográfica de Amácio Mazzaropi estende-se por quase três décadas (1952-1980), resultando em um corpo de obra composto por trinta e duas produções concluídas e uma interrompida. Sua carreira no cinema iniciou-se como ator em produções de estúdios como a Vera Cruz. Contudo, a partir de Chofer de Praça (1958), ele assumiu um papel multifacetado, tornando-se protagonista, produtor, roteirista e, frequentemente, diretor de seus próprios filmes, sob o selo de sua produtora, a PAM Filmes. Esta autonomia permitiu-lhe moldar um estilo cinematográfico único e estabelecer uma conexão direta com o público brasileiro.
A obra cinematográfica de Mazzaropi, integralmente preservada e disponível em formatos como DVD e plataformas de streaming, continua a ser objeto de estudo e admiração, evidenciando a perenidade de seu apelo popular e de sua importância para a história do cinema brasileiro.

## Discografia
A música era um componente intrínseco ao universo de Amácio Mazzaropi, tanto em sua vida pessoal quanto em sua obra cinematográfica. Ele não apenas utilizava canções populares para ambientar seus filmes, mas também emprestava sua própria voz para interpretar muitos dos temas musicais, que frequentemente se tornavam sucessos. Sua discografia inclui alguns discos de 78 RPM (compactos) lançados durante o auge de sua carreira, além de coletâneas posteriores em LP e CD que reúnem suas interpretações mais marcantes.
| Ano  | Título (Lado A / Lado B)          | Músicas (Compositores) | Gravadora  | Observações                                         |
| ---- | --------------------------------- | --- | ---------- | --------------------------------------------------- |
| 1956 | Nhá Carola / Na Piscina de Madame | Lado A: "Nhá Carola" (Torres e Florêncio) Lado B: "Na Piscina de Madame" (J. M. Alves e Francisco Lacerda)                  | RGE        | Músicas do filme "O Gato de Madame"                 |
| 1958 | Não Chores Mais / Isabé           | Lado A: "Não Chores Mais (Jura)" (Heitor dos Prazeres) Lado B: "Isabé" (Jota Pacífico)                                      | Chantecler | Músicas do filme "Chofer de Praça"                  |
| 1960 | Azar é Festa / Fogo no Rancho     | Lado A: "Azar é Festa" (Elpídio dos Santos) Lado B: "Fogo no Rancho" (Elpídio dos Santos)                                   | RGE        | Músicas do filme "As Aventuras de Pedro Malazartes" |
| 1961 | Saudade / Jóia do Sertão          | Lado A: "Saudade (Tristeza do Jeca)" (Angelino de Oliveira, adapt. Mazzaropi) Lado B: "Jóia do Sertão" (Elpídio dos Santos) | Chantecler | Músicas do filme "Tristeza do Jeca"                 |

| Ano  | Título                                                  | Gravadora   | Formato | Observações                                                                                    |
| ---- | ------------------------------------------------------- | ----------- | ------- | ---------------------------------------------------------------------------------------------- |
| 1968 | Os Grandes Sucessos de Mazzaropi                        | RCA         | LP      | Coletânea com temas musicais de seus filmes mais populares.                                    |
| 1971 | Mazzaropi Interpreta Elpídio dos Santos                 | Continental | LP      | Álbum dedicado às composições de Elpídio dos Santos, um de seus principais parceiros musicais. |
| 1995 | Os Grandes Sucessos de Mazzaropi, Volume I              | Intermovies | CD      | Relançamento de seus sucessos em formato digital.                                              |
| 2000 | Mazzaropi: Os Grandes Sucessos - Focus - O Essencial de | BMG         | CD      | Parte de uma série de coletâneas de grandes artistas brasileiros.                              |

## Legado e influência póstuma
O legado de Mazzaropi transcende sua vasta filmografia e seus recordes de bilheteria. Ele se firmou como um ícone da cultura popular brasileira, um artista que soube, como poucos, dialogar com o Brasil profundo, dando voz e visibilidade ao homem do campo e suas tradições, em um período de intensa urbanização e modernização do país.

### Museu Mazzaropi
Inaugurado em 19 de abril de 1992, por iniciativa de seu filho de criação, André Luiz Mazzaropi, e de admiradores de sua obra, o Museu Mazzaropi é a principal instituição dedicada à preservação e divulgação da memória do artista. Localizado na mesma propriedade em Taubaté onde funcionavam os estúdios da PAM Filmes, o museu oferece aos visitantes uma imersão no universo mazzaropiano. Seu acervo é vasto e diversificado, incluindo objetos pessoais, figurinos originais utilizados nos filmes, equipamentos de filmagem, roteiros, fotografias raras, cartazes de filmes, prêmios e documentos que narram a trajetória de um dos mais consagrados nomes do cinema, do teatro e da televisão brasileiros. O museu desempenha um papel crucial não apenas em homenagear Mazzaropi, mas também em fomentar estudos e pesquisas sobre sua obra e o cinema popular no Brasil.

### Reconhecimento Acadêmico e Revalorização da Obra
Se outrora a obra de Mazzaropi foi vista com ressalvas pela crítica "erudita", as décadas seguintes à sua morte testemunharam um crescente processo de reavaliação e reconhecimento acadêmico. Teses de mestrado e doutorado, ensaios críticos e livros passaram a analisar a complexidade de seus filmes, sua importância sociológica, sua habilidade como comunicador e sua visão empreendedora. Pesquisadores de cinema, sociologia, antropologia e comunicação encontraram em Mazzaropi um rico campo de estudo para compreender as dinâmicas culturais, a formação da identidade nacional e a relação entre cinema e público no Brasil. Essa revalorização contribuiu para posicionar Mazzaropi como uma figura central e incontornável na história da cultura brasileira.

### Impacto na Cultura Popular e Homenagens Significativas
A influência de Mazzaropi na cultura popular brasileira é perene. Seu personagem Jeca continua vivo no imaginário coletivo, e seus filmes são constantemente reprisados na televisão, encontrando novas gerações de admiradores. Diversas homenagens foram prestadas ao artista ao longo dos anos:
- Oficina Cultural Amácio Mazzaropi: Desde agosto de 1990, a cidade de São Paulo conta com a Oficina Cultural Amácio Mazzaropi, instalada em um edifício histórico tombado pelo Condephaat. A instituição tem como objetivo fomentar a cultura brasileira, com foco no resgate da cultura popular e no intercâmbio entre artistas, promovendo atividades em diversas expressões artísticas.[1]
- Música "Mazzaropi" por Pena Branca e Xavantinho: A renomada dupla sertaneja Pena Branca e Xavantinho dedicou a ele uma toada intitulada "Mazzaropi", incluída no álbum "Cantadô de Mundo Afora", lançado em 1990. A canção celebra a figura do artista e sua conexão com o universo caipira.[23]
- Dirigido por Luiz Alberto Pereira e estrelado por Matheus Nachtergaele, o longa-metragem Tapete Vermelho (2005) é uma tocante homenagem a Mazzaropi. Narra a jornada de um caipira que, para cumprir uma promessa, leva seu filho para assistir a um filme do Jeca na cidade. Nachtergaele compõe um personagem que evoca o andar, a voz e o espírito do ídolo.[1]
- Carnaval de São Paulo (2013): No carnaval de 2013, a escola de samba paulistana Acadêmicos do Tucuruvi prestou uma grandiosa homenagem a Mazzaropi, celebrando o centenário de seu nascimento (ocorrido em 2012). O enredo "Mazzaropi: o adorável caipira. 100 anos de alegria!" levou para a avenida a história e os personagens do universo mazzaropiano.[24]
- Espetáculo Teatral "Mazzaropi, um certo Sonhador": Em 2015, a "Cia Arte das Águas" de Ibirá/SP, montou o espetáculo musical caipira "Mazzaropi, um certo Sonhador". A peça, que homenageia a vida e obra do "Jeca brasileiro", continua em turnê pelo Brasil, acumulando diversas indicações e prêmios em festivais nacionais de teatro.[25]
- A novela Êta Mundo Bom! (2016), exibida pela Rede Globo, teve seu enredo basado no filme de Mazzaropi, Candinho (1954). Na época, o Gshow lançou o documentário "Mazzaropi: O Pai de Candinho" para homenagear o comediante.[26] O projeto contou com entrevistas de atores que trabalharam ao lado de Mazzaropi, como Roberto Pirillo e André Luiz Toledo, além de imagens de acervo, fotos e trechos de seus filmes. O autor da trama, Walcyr Carrasco, se declarou um grande fã da obra de Mazzaropi e dedicou a novela à ele em seu último capítulo.[27]

Essas e outras inúmeras manifestações de carinho e reconhecimento atestam a vitalidade do legado de Amácio Mazzaropi, um artista que, com sua simplicidade e genialidade, conquistou o coração do Brasil.